# Petronij Maksim
Petronij Maksim (latinsko Petronius Maximus, rimski senator in kratek čas med letom 455 cesar Zahodnega rimskega cesarstva, ok. 396, † 31. maj 455
Petronij je pripadal razredu senatorjev. Pretor je postal okrog 411. leta in okrog 415. Kariero je začel v cesarski upravi. Mestni prefekt je bil med letoma 419 in 433. Leta 433 je drugič postal konzul.
Konflikt med Valentinijanom III. in Aetijem je močno prispeval k padcu Zahodnega rimskega cesarstva. Petronij Maksim je spadal v krog velikih Aetijevih nasprotnikov in tesnih cesarjevih sodelavcev. Nazadnje je Valentinijan III. organiziral Aetijev umor na pobudo njegovih dvorjanov, med katerimi je imel vidno vlogo Petronij Maksim. Cesar sam je bil kmalu nato v maščevanju umorjen. Po Valentinijanovi smrti ni bilo jasnega kandidata za prestol. Petronij Maksim je uspel prepričati Licinijo Evdoksijo, Valentinijanovo vdovo, da se je poročila z njim in si tako zagotovil prestol.
Po prihodu na oblast je Petronij Maksim hitro imenoval Avitusa na položaj vrhovnega poveljnika vojske (magister militum) in ga poslal v Toulouse, da bi pridobil podporo Vizigotov. Ko je Avit prišel tja, je bil Petronij Maksim že mrtev. V drugem mesecu vladavine Petronija Maksima je Gajserik, vandalski kralj, napadel Italijo. To je povzročilo paniko v Rimu in v nemiru je bil Petronius Maximus ubit s strani drhali.
Tri dni po smrti Petronija Maksima je Gajserik vstopil v Rim. Vandali so dva tedna plenili mesto in odpeljali precej prebivalstva v suženjstvo. Na prošnjo papeža Leona I. so se strinjali, da bodo prebivalstvu prihranili ubijanje in se omejili na plenjenje.